# Parafia św. Katarzyny i św. Małgorzaty w Wielkiej Łące
Parafia Świętej Katarzyny i Świętej Małgorzaty w Wielkiej Łące – parafia rzymskokatolicka znajdująca się w diecezji toruńskiej, w dekanacie Kowalewo Pomorskie.

## Zasięg parafii
Do parafii należą wierni z miejscowości: Wielka Łąka, Bielskie Budy (fragment miejscowości Bielsk), Borówno, Elzanowo, Józefat, Mariany, Wielkie Rychnowo.